# Limnephilus lunatus
Limnephilus lunatus – chruścik z rodziny Limnephilidae. Larwy budują baryłkowate domki z fragmentów detrytusu i roślin wodnych.

## Występowanie
Występuje w Europie (bez Islandii), północnej Afryce, na Kaukazie, w Małej Azji, Iranie. Larwy poławiane w jeziorach, zarośniętych odcinkach rzek i wodach słonawych. Limnefil.
Na Pojezierzu Mazurskim imagines łowiono nad jez. Kośno. Larwy rzadko spotykano w kilku jeziorach, głównie w strefie helofitów (trzciny, turzyce). Dwie larwy złowiono w starorzeczu Biebrzy. Gatunek obecny także w jeziorach Wielkopolski.
Bardzo licznie występuje w jeziorach i zalewach morskich Finlandii. Na Półwyspie Kolskim występuje w zbiornikach lasotundry, imagines rzadko spotykane nad jeziorami Łotwy, Litwy. Obecność wykazywana w jeziorach Niemiec oraz Irlandii. W Holandii licznie spotykany w kanałach polderowych oraz jeziorkach o pH 9,5. Na Krymie larwy obecne w rzekach oraz eutroficznych stawach.